# Baignes-Sainte-Radegonde
Baignes-Sainte-Radegonde település Franciaországban, Charente megyében. Lakosainak száma 1241 fő (2022. január 1.). Baignes-Sainte-Radegonde Chantillac, Touvérac, Bran, Léoville, Mortiers, Saint-Maigrin, Vanzac, Bors és Montmérac községekkel határos.

## Népesség
A település népességének változása:
| Lakosok száma | 1462 | 1427 | 1191 | 1277 | 1291 | 1294 | 1257 | 1237 | 1235 | 1241 |
|               | 1968 | 1982 | 1990 | 2006 | 2013 | 2015 | 2017 | 2019 | 2020 | 2022 |